# Gracilaria vermiculophylla
Gracilariawier (Gracilaria vermiculophylla) is een roodwier uit de familie Gracilariaceae. Het komt oorspronkelijk uit de westelijke Grote Oceaan en is een invasieve soort geworden aan de kusten van West-Europa.

## Kenmerken
Gracilariawier komt voor op een zandige bodem vlak onder de laagwaterlijn in enigszins brak water. Daar vormt het een dichte begroeiing met vele, dunne bruine takken met kleine verdikkingen. Eén individu kan een m² bedekken. De soort is enkel microscopisch te onderscheiden van Gracilaria gracilis, een inheemse soort in Europa.

## Verspreiding
De soort komt inheems voor in de westelijke Grote Oceaan. Mogelijk is de soort via import van Japanse oesters in Europa terecht gekomen. De soort kan lokaal grote oppervlaktes met een zanderige bodem bedekken, met schadelijke gevolgen voor het ecosysteem. In het Deense gedeelte van de Waddenzee is de soort wijdverspreid. Ze is in 1994 voor het eerst waargenomen in Nederland in het Oostvoornse Meer. In 2009 is ze ook waargenomen in de Nederlandse Waddenzee en anno 2013 kwam ze ook voor in de Zeeuwse delta. In 2011 is ze voor het eerst in België waargenomen, in de baai van Heist.